# René-François Régnier
René-François Régnier, francoski rimskokatoliški duhovnik, škof in kardinal, * 17. julij 1794, Saint-Quentin-les-Beaurepaire, † 4. januar 1881.

## Življenjepis
19. decembra 1818 je prejel duhovniško posvečenje.
15. junija 1842 je bil imenovan za škofa Angoulêmeja; potrjen je bil 22. julija in škofovsko posvečenje je prejel 25. septembra istega leta. Ustoličen je bil 4. oktobra 1842.
16. maja 1850 je bil imenovan za škofa Cambraija; potrjen je bil 30. septembra istega leta.
22. decembra 1873 je bil povzdignjen v kardinala in imenovan za kardinal-duhovnika SS. Trinità al Monte Pincio.